# Il cantante matto
Il cantante matto  (titolo originale: The Stooge) è un film commedia statunitense del 1952, diretto da Norman Taurog e con protagonisti Jerry Lewis e Dean Martin.
Il film, girato nel 1951, uscì nelle sale statunitensi solamente il 31 dicembre 1952; in Europa uscì invece tra la primavera e l'estate del 1953.

Si tratta della quinta pellicola girata insieme dalla coppia Lewis-Martin.

## Trama
L'attore-cantante Bill Miller assume una "spalla" (in inglese: stooge, da cui il titolo originale del film) per il suo spettacolo teatrale: non immagina che il suo nuovo compagno, Ted Rogers, goffo ed imbranato, è destinato ad "oscurarne" la popolarità, diventando egli stesso il vero protagonista sulla scena.